# Hans Georg Prager
Hans Georg Prager (* 3. Juli 1925 in Leipzig; † 12. März 2018 in Harburg) war ein deutscher Schifffahrtskonsulent (Berater, Rechtsbeistand), Schriftsteller und Publizist.

## Werdegang
Seine umfangreichen Kenntnisse erlangte er durch die Ausbildung bei der Marine und in der Handelsschifffahrt, in der er während neun Jahren, darunter ein Jahr auf einem Segelschiff, über alle Weltmeere fuhr. Während des Zweiten Weltkrieges war Prager ein Jahr lang Besatzungsmitglied auf dem Schweren Kreuzer Lützow.

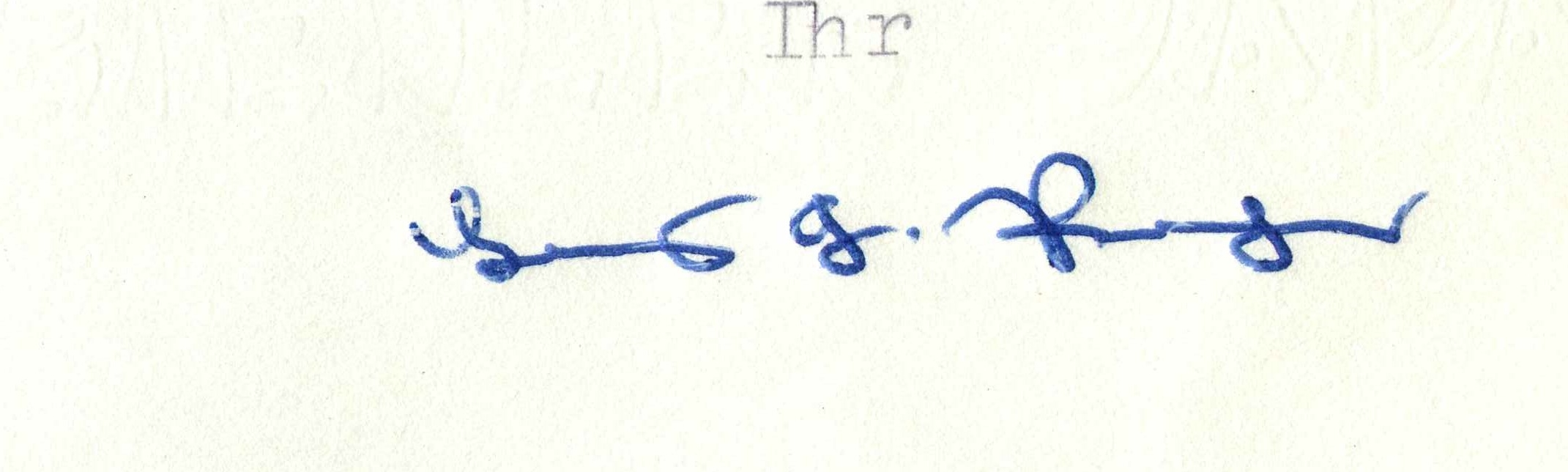
Signatur Hans Georg Prager

Von 1973 bis 1985 leitete er die Redaktion des jährlich erscheinenden Koehler’s Flottenkalender.
1981 bewahrte er den Dampf-Eisbrecher Stettin durch die Gründung eines Fördervereins zum Erhalt dieses technischen Kulturdenkmals vor der Verschrottung.
Die Liste seiner Publikationen aus den Bereichen Technik, Schifffahrt und Luftfahrt ist umfangreich. Dazu gehören auch viele Reportagen in Zeitschriften und Jahrbüchern. Seine Schilderung Alles hängt an einem Seil erschien im Lesebuch 65 für Realschulen. 5./6. Klasse (Hannover 1967, Hermann Schroedel Verlag, S. 252f.). Prager hielt auch in hohem Alter noch gelegentlich Vorträge zu nautischen Themen.

## Werke
- 1954 Abstich 11 Uhr. Männer zwischen Glut und Eisen – Das Buch vom Hüttenwerk. Franckh’sche Verlagshandlung Stuttgart
- 1955 Tausend Meter unter Tage. Männer in Strecke und Streb, Das Buch vom Bergbau. Franckh’sche Verlagshandlung Stuttgart
- 1957 Kurs Persergolf. Franckh’sche Verlagshandlung Stuttgart
- 1958 Orkan in Höhe Bäreninsel. Sieben Wochen Eismeerfahrt. Franckh’sche Verlagshandlung Stuttgart
- 1961 Was weißt du eigentlich von der Waterkant? Franckh’sche Verlagshandlung Stuttgart
- 1965 Florian 14: Achter Alarm. Das Buch der Feuerwehr. Verlag Bertelsmann, Gütersloh
- 1967 Klar vorn und achtern! Technik und Wagnis der modernen Seefahrt. Verlag Bertelsmann, Gütersloh
- 1970 Retter ohne Ruhm. Das Abenteuer der Seenothilfe. Verlag Bertelsmann, Gütersloh
- 1970 Was weißt du vom Donaustrom? Verlag Koehler, Hamburg
- 1973 Zu Schiff durch Europa: Umweltfreundlich in die Zukunft. Verlag Koehler, Hamburg ISBN 3-7822-0049-7
- 1974 F. Laeisz – vom Frachtsegler bis zum Bulk Carrier. Verlag Koehler, Herford
- 1974 John T. Essberger. John T. Essberger, Hamburg, DNB 790642395.
- 1976 DDG Hansa. Vom Liniendienst bis zur Spezialschiffahrt. Verlag Koehler, Herford, ISBN 3-7822-0105-1
- 1977 Blohm + Voss Schiffe und Maschinen für die Welt. Verlag Koehler, Hamburg, ISBN 978-3-7822-0127-8
- 1987 Dampfeisbrecher Stettin + die Eisbrecher der Welt. Verlag Prager, Hamburg, ISBN 3-925769-04-8
- 1998 Columbus. Welch ein Klang … Verlag Koehler, Hamburg
- 2000 Schulschiff Deutschland – Der „Weiße Schwan“ der Unterweser. Verlag Koehler, Hamburg, ISBN 3-7822-0706-8
- 2001 Panzerschiff Deutschland – Schwerer Kreuzer Lützow. Verlag Koehler, Herford, ISBN 3-7822-0192-2
- 2002 Waterkant. Verlag Koehler, Hamburg
- 2004 Reederei F. Laeisz. Von den Großseglern zur Containerfahrt. Verlag Koehler, Hamburg
- 2012 Tsingtau/Qingdao. Deutsches Erbe in China. Ares-Verlag, Graz, ISBN 978-3-902475-93-0
- in der Katastrophen auf See-Heftreihe (o. J.): Njandoma funkt SOS, Im Hexenkessel der Außenweser, Die Ostsee ist kein Ententeich. Verlag der DGzRS

## Ehrungen
- „Membre honoraire“ (Ehrenmitglied) der „Amicale Internationale des Cap Horniers“ Medaille „Pour l’hommage“
- 1968: Deutscher Jugendliteraturpreis für das Buch „Florian 14 – Achter Alarm; Das Buch der Feuerwehr“